# Jean Neuhaus
Pour les articles homonymes, voir Neuhaus.
Pour l'inventeur de la praline et petit-fils du précédent, voir Jean Neuhaus (1877-1953).
Jean Neuhaus, né le 5 avril 1812 à Lützelflüh et mort le 11 août 1892 à Schaerbeek est un pharmacien et confiseur suisse.
Il est le fondateur de la chocolaterie Neuhaus, à l'époque une pharmacie-confiserie.  Il est le père de Frederic Neuhaus et le grand-père de Jean Neuhaus Junior.

## Biographie
La famille de Jean Neuhaus est d'origine italienne et à son arrivée en Suisse, la famille de Jean a changé son nom de Casanova en Neuhaus. Arrivée en Belgique, Jean Neuhaus fonde sa pharmacie en 1857 à Bruxelles dans la galerie de la Reine des galeries royales Saint-Hubert, où il vend à l'origine des confiseries pharmaceutiques (bonbons contre la toux, réglisse contre les maux d'estomac, guimauves...). Il s'associe dans un premier temps avec son beau-frère puis, après le décès de celui-ci, avec son fils Frederic Neuhaus qui le pousse à utiliser du chocolat dans ces confiseries.
C'est son petit-fils Jean Neuhaus Junior qui inventa la praline belge.

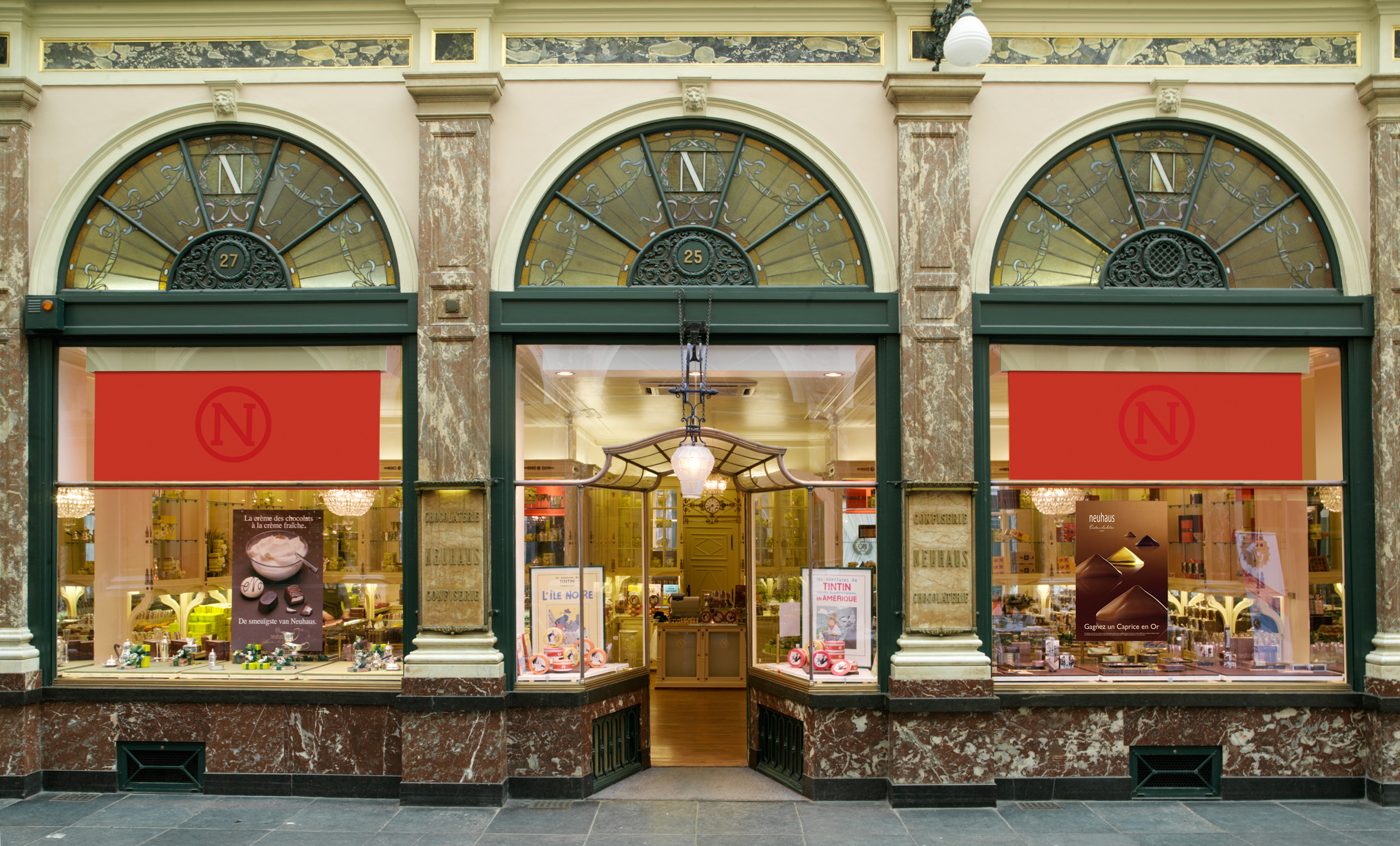
Galerie de la Reine, Bruxelles